# Селена Кінтанілья-Перес
Селена Кінтанілья-Перес, також відома як Селена (16 квітня 1971, Лейк-Джексон, США — 31 березня 1995, Корпус-Крісті, США) — американська поп-співачка мексиканського походження. Була вбита подругою та президенткою свого фан-клубу Йоландою Сальдівар. Згодом Йоланда була засуджена до довічного ув'язнення.
Дженніфер Лопес зіграла Селену в 1997 році у фільмі про її життя.

## Життєпис
Народилася 16 квітня 1971 року в м. Лейк-Джексон (штат Техас). Була наймолодшою дитиною у своїх батьків Марсели Офелії та Абрахама Кінтанільї. Батько помітив хист у доньки до музики коли їй було 6 років. 
 В 1980 році Абрахам відкрив власний техасько-мексиканський ресторан під назвою « Papa Gayo's». Селена виступала в ньому разом із братом Абрахамом III та сестрою Сюзетт. Через рік ресторан закрився у зв'язку з нафтовою кризою. Сім'я вирішила переїхати до Корпус-Крісті (штат Техас). Батько Селени став менеджером новоствореного гурту Selena y Los Dinos. Селена була його солісткою.

В 1984 році Селена записала перший альбом Selena y Los Dinos для Freddie Records.
1987 року Кінтанілья отримала нагороду на міжнародній премії Tejano Music Awards (номінація «Найкращий жіночий вокал»). Ця нагорода вручалась співачці 9 років поспіль. В 1988 році побачили світ одразу два альбоми співачки «Preciosa» и «Dulce Amor».

1990 року вийшов альбом Селени під назвою Ven Conmigo. Цей альбом став першим в техано-музиці, який отримав статус золотого. В цьому ж році медсестра Йоланда Сальдівар вирішила заснувати фан-клуб Селени. Батько Кінтанілья дав на це згоду. Сальдівар стала президентом клубу.

В 1992 році Селена випускає альбом Entre a mi Mundo, який також отримує золотий статус. Альбом Selena Live! (1993) отримав премію Греммі (номінація «Найкращий мексикано-американський виступ»). В 1994 році виходить Amor Prohibido — найуспішніший альбом співачки записаний при житті.

Селена Кінтанілья була власницею двох крамниць одягу в містах Сан-Антоніо та Корпус-Крісті. В 1995 відбувся великий концерт співачки на стадіоні Астродом (Х'юстон) на якому зібралось близько 65000 глядачів. Також Селена планувала випустити англомовний альбом.
 В 1995 році сім'я співачки виявила фінансові махінації у справах фан-клубу. Всіма справами клубу керувала Йоланда Сальдівар. 31 березня 1995 року Селена зустрілась із Йоландою в готелі «Days Inn» (Корпус-Крісті). Сальдівар обіцяла передати Селені документи фан-клубу, які б доводили її невинуватість. Йоланда також заявила, що її зґвалтували в Мексиці. Пізніше Сальдівар намагалася звинуватити у цьому батька Селени. Медичний огляд у лікарні підтвердив відсутність факту зґвалтування. Співачка і Сальдівар продовжили розмову у готелі, а у 11:48 за місцевим часом Йоланда вистрелила у Селену. Куля поранила праве плече співачки. Поранення викликало розрив сонної артерії та швидку втрату крові. Поранена співачка дісталася до адміністрації готелю і повідомивши ім'я того, хто в неї стріляв, втратила свідомість. Не дивлячись на проведені реанімаційні заходи Селена Кінтанілья-Перес померла в 13.05 у лікарні.
 Смерть Селени сколихнула суспільство. Джордж Буш, який в той час був губернатором Техасу оголосив 12 квітня Днем Селени у штаті. В жовтні 1995 суд Техасу визнав Йоланду Сальдівар винною у скоєнні вбивства. Її вироком є довічне ув'язнення.

## Сім'я
- Батько — (нар. 20 лютого 1939) Абрахам Кінтанілья — музикант, менеджер гурту, музичний продюсер
- Мати — (нар. 17 липня 1944) Марсела Офелія Кінтанілья-Перес (в дівотстві Самора)
- Брат — (нар. 13 грудня 1963) Абрахам Айзек Кінтанілья III — гітарист гурту Селени
- Сестра — (нар. 29 червня 1967) Сюзетт Кінтанілья — ударниця гурту Селени
- Чоловік — (нар. 14 серпня 1969) Кріс Перес (одружилися в 1992 році) — музикант, гітарист гурту Селени

## Пам'ять
12 липня 1995 вийшов англомовний альбом Селени «Dreaming of You» завдяки зусиллям її батька. Він містив 4 пісні англійською, записані Селеною при житті. В США альбом тричі ставав платиновим. В 1997 році вийшов фільм про Селену, головну роль у якому виконала Дженніфер Лопес. В фільмі використовувався реальний запис голосу Селени.
 7 квітня 2005 відбувся концерт пам'яті Селени Selena ¡VIVE!. В 2006 було відкрито музей Селени (м. Корпус-Крісті). 
 2016 року з'явилася воскова фігура Селени в Музеї мадам Тюссо. В 2017 на Голлівудській «Алеї слави» з'явилась іменна зірка співачки. Також в честь співачки названа Селена Гомес.

## Дискографія
- Selena y Los Dinos (1984)
- Muñequito De Trapo (1986)
- Alpha
- And The Winner is… (1987)
- Preciosa (1988)
- Dulce Amor (1988)
- Selena (1989)
- Personal Best (1990)
- 16 Super Exitos (1990)
- Ven Conmigo (1990)
- Entre a Mi Mundo (1992)
- Baila Esta Cumbia (1992)
- Mis Mejores Canciones — 17 Super Exitos (1993)
- Quiero… (1993)
- Live (1993)
- 12 Super Exitos (1994)
- Amor Prohibido (1994)
- Mis Primeras Grabaciones (1995)
- Grandes Exitos (1995)
- Exitos Del Recuerdo (1995)
- Selena y Graciela Beltran: Las Reinas del Pueblo (1995)

Посмертні видання
- Dreaming of You (1995)
- Exitos y Recuerdos (1995)
- Siempre Selena (1996)
- Selena (The Original Motion Picture Soundtrack) (1997)
- Selena Score (1997)
- Selena Anthology (1998)
- All My Hits/Todos Mis Exitos (1999)
- All My Hits/Todos Mis Exitos vol. 2 (2000)
- Selena y Sus Inicios, Vol. 1 (2001)
- Live — The Last Concert (2001)
- Ones (2002)
- Greatest Hits (2003)
- Selena y Sus Inicios, Vol. 2 (2003)
- Momentos Intimos (2004)
- Selena y Sus Inicios, Vol. 3 (2004)
- Selena y Sus Inicios, Vol. 4 (2004)
- Selena Remembered (2005)
- Unforgettable (2005)
- Unforgettable: The Studio Album (2005)
- Unforgettable: The Live Album (2005)
- Unforgettable (2005)
- Selena Vive (2005)
- Through The Years (2006)
- Dos Historais (2007)
- Las Mas Divinas del Tejana (2008)
- Classic Series (2009)
- La Leyenda (2010)